# Graurheindorf
Graurheindorf ist ein Ortsteil der Bundesstadt Bonn im gleichnamigen Stadtbezirk. Er befindet sich im Bonner Norden und wird durch den Rheinstrom sowie die Ortsteile Bonn-Castell und Auerberg begrenzt. Graurheindorf gehört seit 1809 zur Stadt Bonn.

## Geschichte

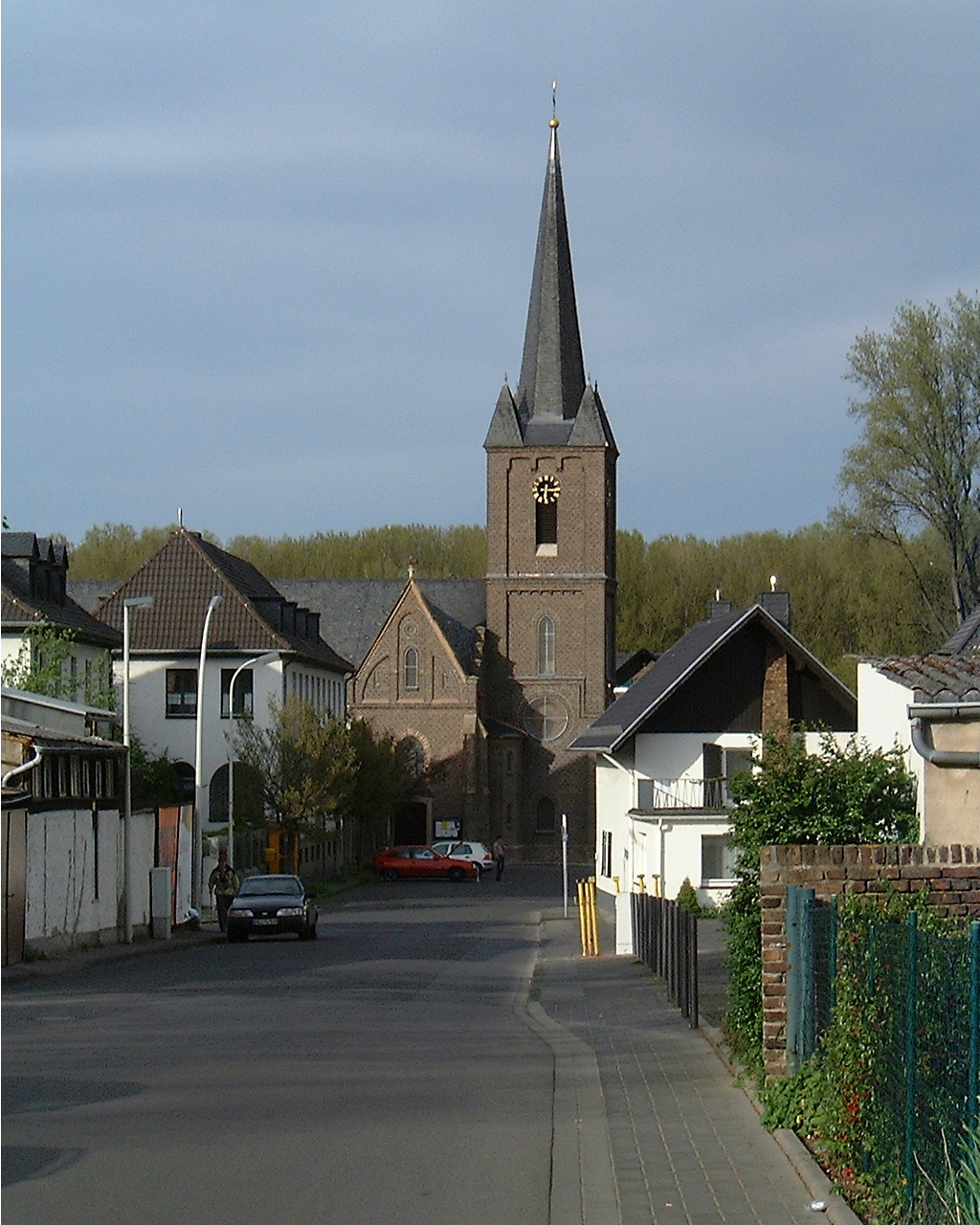
St. Margareta

Die erste Erwähnung von Rindorp geht auf das Jahr 1131 zurück, als erstmals Kirche und Burg (damals noch als Herrenhof) urkundlich genannt wurden. Um 1230 wurde hier ein Kloster der Zisterzienserinnen gegründet. 1689 wurde die Graurheindorfer Burg zerstört und 1755 in ihrer heutigen Form als Herrenhaus wiedererrichtet. Als Baumeister wird Michael Leveilly vermutet, der auch das Bonner Rathaus erschaffen hat. Die Estermannstraße folgt dem Verlauf der römischen Heerstraße, die Bebauung entlang dieser Straße ist eines der seltenen erhaltenen Beispiele eines fränkischen Straßendorfes.
Die Pfarrkirche St. Margareta wurde an der Stelle eines römischen Landhauses errichtet. In Höhe der Einmündung des Rheindorfer Baches wurde der Bonner Stadtzoll erhoben. 1809 wurde das gesamte Rheindorf unter französischer Herrschaft in die Stadt Bonn eingemeindet. Es erhielt den Ortsbeinamen „Grau“ in Anlehnung an die graue Ordenstracht der Zisterzienserinnen, zur Unterscheidung von dem nahegelegenen rechtsrheinischen Schwarzrheindorf. Von dort an wurde aus dem Ort Rheindorf der Stadtteil Bonn-Graurheindorf.
Ab Mitte des 19. Jahrhunderts nahm das gesellschaftliche Leben in Graurheindorf Gestalt an: 1848 wurde die St. Sebastianus-Schützenbruderschaft gegründet, 1872 der Männergesangsverein. Zur Jahrhundertwende 1900 bildete sich die Freiwillige Feuerwehr Rheindorf, die diesen Namen bis heute trägt. In den 1920er Jahren wurde der Bonner Rheinhafen in Graurheindorf errichtet, aus dieser Zeit stammt auch die heute als Bürogebäude genutzte Auermühle.
Graurheindorf zählt heute etwa 3.000 Einwohner. Obwohl der Ortsteil bereits vor 200 Jahren in die Stadt Bonn eingemeindet wurde, ist das einfache, beinahe ländliche Straßenbild erhalten geblieben.

## Infrastruktur

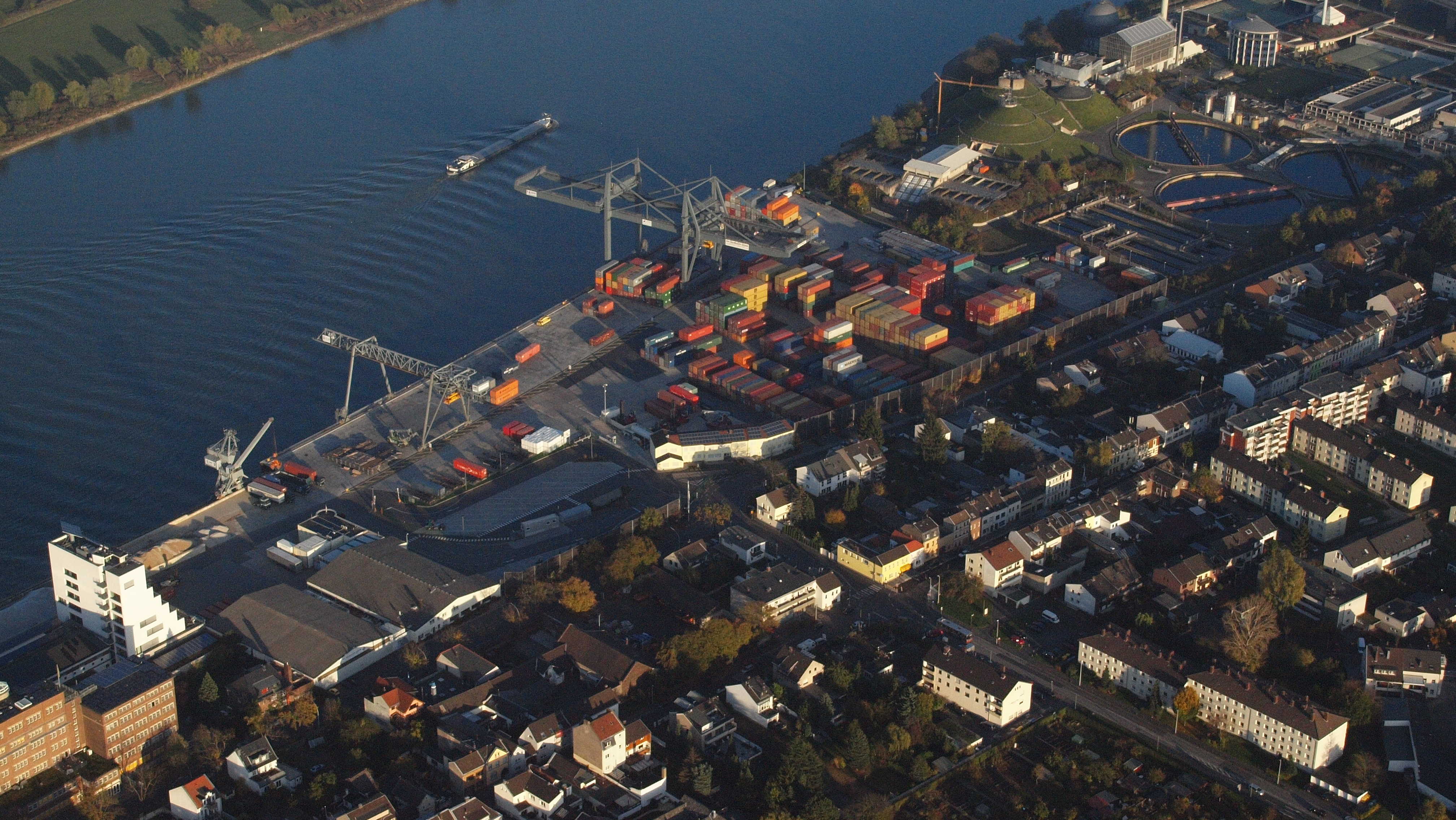
Bonner Hafen mit Kläranlage Salierweg, Luftaufnahme (2012)

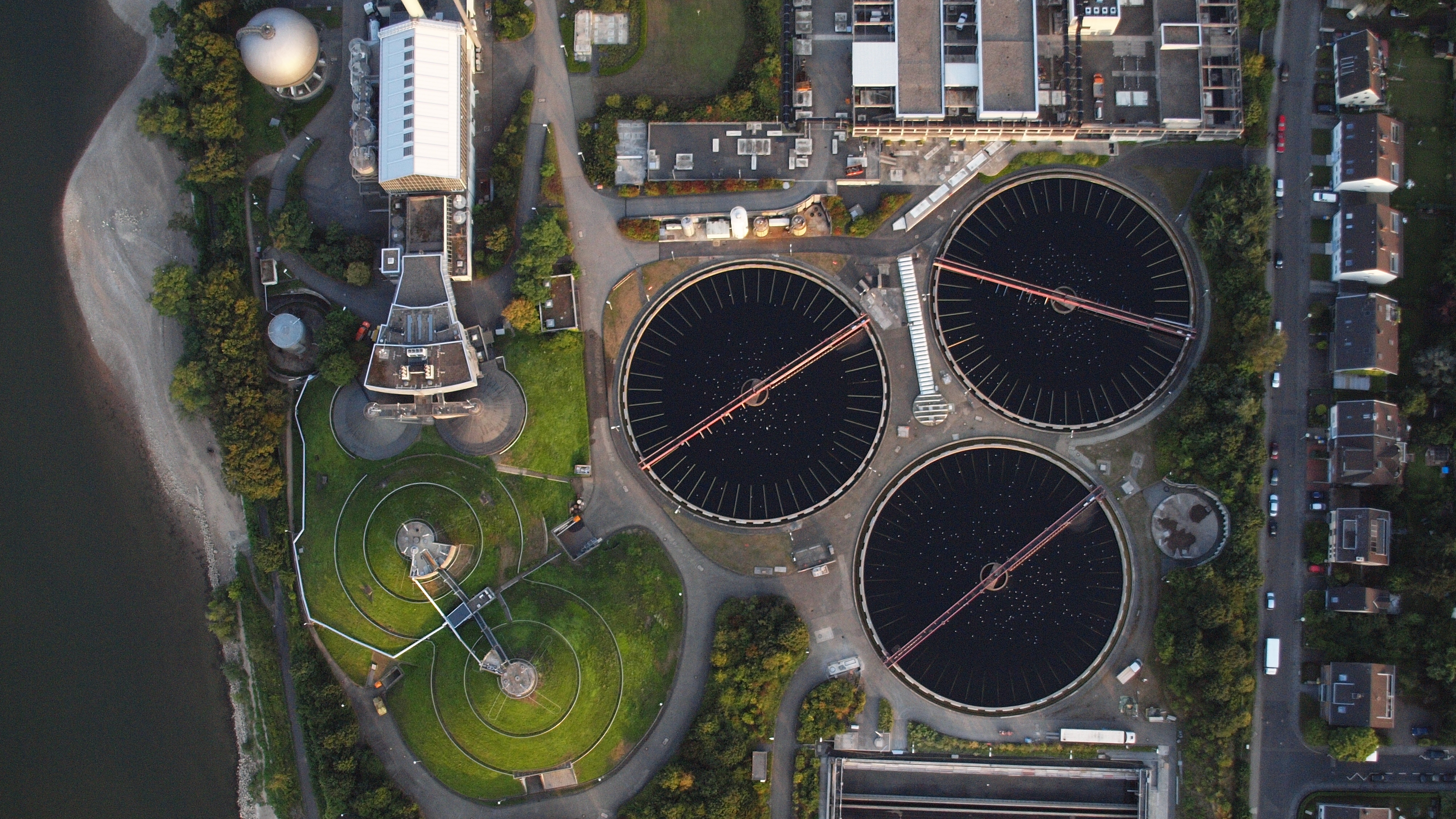
Kläranlage Salierweg

Südlich des Hafens liegt am Rande eines Wohngebiets die Kläranlage Salierweg, die 1934 errichtet und 1958 sowie von 1977 bis 1985 und nochmals ab 1989 nach einem Architekturwettbewerb für die Modernisierung der mechanischen Reinigungsstufe grundlegend erweitert und neugestaltet wurde. Sie ist für die Abwasserbeseitigung von 22 Ortsteilen der Stadt Bonn und teilweise der Gemeinde Alfter sowie für die Verbrennung des Klärschlamms aus den anderen Klärwerken der Stadt und aus Königswinter zuständig. Als Verbindung von Hochbau- und Landschaftsarchitektur erhielten die Faulbehälter mit einer Höhe von etwa 20 m durch Erdaufschüttungen in Form einer kegelförmigen Ummantelung eine im Stadtbild markante grüne Haube. Der Schornstein der Verbrennungsanlage ist rund 70 Meter hoch.

## Sport
In Graurheindorf wird auch Fuẞball gespielt. Der TV Rheindorf spielt dort seit 1911. 2018 wurde der damalige Ascheplatz zu einem Kunstrasenplatz umgebaut.